# Пиран (Муш)
Пиран (арм. Փիրան, курд. Pîran, тур. Göztepe) - село в Турции, в провинции Буланык (арм. Կոփ) ила Муш.

## История
В конце девятнадцатого века жители Пирана написали духовному лидеру Карса петицию, в которой говорилось, что они подвергаются преследованиям и грабежам со стороны турок. В 1909-м году в селе было 20 армянских домов и 60 курдских домов, а также работала Армянская церковь. В ходе Геноцида Армян коренное население было истреблено, либо вынужденно мигрировало.

## География
В селе протекает река Беруш, впадающая в озеро Хач, расположенное к северу от села. Пиран расположен в 75 км от Муша, в 13 км от Буланыка, в 28 км от Манцикерта. К западу находится гора Герезманк (арм. Գերեզմանք), на вершине которой, согласно легенде, прародитель всех армян Айк Наапет спрятал труп убитого тирана Бэла. В том же направлении, в 2 км на запад располагается первое армянское поселение - Айкашен. Село находится на Маназкертской равнине на Армянском Нагорье. Климат - резко континентальный.